# Roberto Vestrini
Roberto Vestrini, né le 30 janvier 1908 à Livourne et mort le 12 mars 1967, est un rameur d'aviron italien.

## Carrière
Roberto Vestrini participe aux Jeux olympiques de 1932 à Los Angeles. Il remporte la médaille d'argent en huit, avec Vittorio Cioni, Mario Balleri, Renato Bracci, Dino Barsotti, Renato Barbieri, Guglielmo Del Bimbo, Enrico Garzelli et Cesare Milani.